# Paweł Gburzyński
Paweł Gburzyński – polski informatyk specjalizujący się w systemach operacyjnych, telekomunikacji oraz symulacji komputerowej. Obecnie jest profesorem na Wydziale Informatyki, Grafiki i Architektury Akademii Finansów i Biznesu Vistula w Warszawie.

## Wykształcenie i kariera naukowa
Ukończył studia na Wydziale Matematyki, Informatyki i Mechaniki Uniwersytetu Warszawskiego w 1976 roku, a w 1982 roku uzyskał tam stopień doktora nauk.
W latach 1984–2010 przebywał za granicą, głównie w Kanadzie i USA. Był związany z Wydziałem Computing Science na University of Alberta w Edmonton, gdzie od 1996 roku pełnił funkcję profesora zwyczajnego (full professor), obecnie profesor emeritus.
Współpracował z wieloma ośrodkami akademickimi i przemysłowymi, m.in. z Simon Fraser University, Lockheed-Martin i NASA.

## Osiągnięcia i działalność zawodowa
W 1986 roku został laureatem nagrody państwowej I stopnia za pracę w projekcie Loglan.
W 2002 roku współzałożył firmę Olsonet Communications, specjalizującą się w rozproszonych, bezprzewodowych systemach sensorowych. Niestety firma została zamknięta
W 2003 roku otrzymał nagrodę McCalla za osiągnięcia naukowe.

## Publikacje
Paweł Gburzyński jest autorem ponad 200 recenzowanych publikacji naukowych z zakresu telekomunikacji, symulacji, systemów operacyjnych oraz bezpieczeństwa systemów.
Wybrane publikacje:
- Protocol Design for Local and Metropolitan Area Networks – książka omawiająca projektowanie protokołów dla sieci lokalnych i metropolitalnych. Możliwa tylko do zakupu.
- A Sample-Driven Channel Model for Developing and Testing Practical WSN Applications – artykuł przedstawiający model kanału oparty na próbkach do tworzenia i testowania praktycznych aplikacji sieci sensorowych[4].
- A WSN Architecture for Building Resilient, Reactive and Secure Wireless Sensing Systems – artykuł opisujący architekturę sieci sensorowych umożliwiającą budowę odpornych, reaktywnych i bezpiecznych systemów bezprzewodowych[5].
- On Rapid Development of Reactive Wireless Sensor Systems – artykuł dotyczący szybkiego rozwoju reaktywnych systemów sieci sensorowych[6].
- Czy sztuczna inteligencja jest prawdziwa? – artykuł analizujący kwestie związane ze sztuczną inteligencją[7].

## Działalność dydaktyczna
Od 2014 r. profesor AFiB (Vistula), w latach 1984–2010 w Kanadzie: 1984–1985 University of Guelph, Computer and Information Science, 1985–2010 University of Alberta, Computing Science (Full Professor od 1991, Professor Emeritus od 2010). Przed wyjazdem z Polski, w latach 1976–1984 pracownik wydziału Matematyki Informatyki i Mechaniki UW (doktorat w 1982 r.). Współzałożyciel Olsonet Communications (Ottawa, Kanada), AppHome (Kalifornia, USA). 
Twórca i współtwórca oprogramowania, projektant sprzętu. W latach 1980–1984, członek projektu LOGLAN, współtworzył system operacyjny dla komputera MERA-400, brał udział w projektowaniu polskiego komputera (projekt SOLID) z Elżbietą Jezierską, Piotrem Findeisenem i Andrzejem Ziemkiewiczem.